# Museo Municipal de Caraz
El Museo Municipal “Hernán Osorio Herrera” de Caraz es un museo municipal ubicado en el distrito de Caraz, provincia del Huaylas en la región Áncash en Perú. 

## Exhibición permanente
Destaca en la exhibición la llamada Ichiknuna: una momia de 18,5 cm de largo hallada en el sitio arqueológico de Rambrash. La palabra ichiknuna viene de la unión de dos palabras en escritura quechua ancashina: ichik = pequeño, y nuna = persona, significando 'persona pequeña'.
También destacan 2 piezas líticas del periodo formativo y una estólica de chonta (Bactris gasipaes) de 55,6 cm de largo.

## Exhibiciones temporales
- Del 29 de octubre al 29 de diciembre de 2012 se llevó a cabo una exposición sobre el escritor Carlos Eduardo Zavaleta.

También se han llevado a cabo exposiciones de cerámica local.